# Kevin Nolan
Kevin Anthony Nolan (Liverpool, 24 giugno 1982) è un allenatore di calcio ed ex calciatore inglese, di ruolo centrocampista, tecnico del Northampton Town.

## Caratteristiche tecniche
Nasce come centrocampista centrale, ma può ricoprire anche il ruolo di trequartista e di seconda punta. È un calciatore polivalente: può giocare all'evenienza anche come difensore.

## Carriera

### Club

#### Bolton
Dopo aver militato fino a 14 anni nella squadra della sua città, il Liverpool, viene scartato dalle giovanili dei Reds. Trova quindi casa al Bolton.
Esordisce in prima squadra nel corso della stagione 1999-2000, che concluderà con un totale di quattro presenze. Nella stagione successiva riesce a conquistare il posto da titolare contribuendo al ritorno in Premier League del Bolton dopo il vittorioso spareggio contro il Preston North End.
Nella prima stagione in Premier non incorre in infortuni e squalifiche, particolare che gli permetterà di essere uno dei pochi giocatori a scendere in campo in tutte le partite del campionato. Il giocatore si fa notare anche per un buon apporto in fase realizzativa, alla fine della stagione avrà infatti segnato 8 gol.
Tra questi, di particolare importanza quello del definitivo 2-1 contro il Manchester United all'Old Trafford, grazie al quale per la prima volta nella storia del calcio inglese una neopromossa riesce a sconfiggere in trasferta i Red Devils. Per il giocatore il gol ha poi un sapore ancora più speciale, essendo un tifoso del Liverpool, rivali da sempre dello United. La squadra a fine stagione riuscirà a raggiungere l'obiettivo della salvezza, traguardo che verrà raggiunto anche la stagione seguente, durante la quale Nolan timbra il cartellino all'Old Trafford firmando la vittoria per 1-0 del Bolton.
Nella stagione successiva Nolan gioca trentasette partite in Premier stabilendo con nove realizzazioni, il suo record di marcature in Premier League; la squadra terminerà la stagione all'ottavo posto. L'anno dopo Nolan contribuisce con trentasei presenze e quattro gol al raggiungimento del sesto posto finale, grazie al quale per la prima volta nella sua storia il Bolton riesce a qualificarsi ad una competizione internazionale, la Coppa Uefa. Nel 2005 il giocatore fa quindi il suo esordio in campo europeo a livello di club scendendo in campo in quattro occasioni e realizzando due gol: la squadra uscirà nei sedicesimi del torneo, sconfitta dall'Olympique de Marseille, mentre concluderà il campionato in ottava posizione.
All'alba dell'annata calcistica 2006-2007 Nolan diventa capitano della squadra a causa della partenza di Jay-Jay Okocha: la squadra giungerà settima a fine campionato raggiungendo così la seconda qualificazione Uefa. L'anno dopo per il Bolton sembra sia ormai terminata l'età dell'oro: durante l'intero arco della stagione la squadra lotta infatti per non retrocedere e sembra ormai spacciata all'inizio di aprile. Nelle ultime cinque partite la squadra riesce però a realizzare un'inaspettata rimonta non perdendo neanche una partita e riuscendosi a salvare all'ultima giornata pareggiando fuori casa 1-1 con il Chelsea. Nolan è spesso assente causa ripetuti infortuni, in particolare nell'ultima parte di stagione, ma quando utilizzato riesce comunque a rendersi utile alla squadra e realizzando anche in questa stagione reti meravigliose, come quella segnata contro il Blackburn il 13 gennaio, una sforbiciata dal vertice destro dell'area di rigore che si insacca all'incrocio dei pali opposto.

#### Newcastle
Il 29 gennaio del 2009, durante la sessione invernale del mercato, Nolan lascia il Reebok Stadium dopo dieci anni per trasferirsi al Newcastle per una cifra pari a quattro milioni di sterline. Meno di un mese dopo, il 22 febbraio, riceve il suo primo cartellino rosso, nella sfida interna con l'Everton. La stagione terminerà in maniera disastrosa per lui e tutto il Newcastle che retrocederà incredibilmente in Football League Championship nonostante la squadra fosse stata costruita per poter lottare quantomeno per la qualificazione in Europa League. Nolan deciderà comunque di non trasferirsi in un'altra squadra rimanendo al St James' Park anche per la stagione successiva.
Nella stagione, che vede il Newcastle risalire in Premier League con la quota record di 102 punti, Nolan si impone come giocatore fondamentale per la propria squadra, vestendo la fascia di capitano ed essendo eletto giocatore dell'anno della Football League Championship.
Conclude infatti la stagione con 44 presenze e 18 gol, di cui 17 in campionato più uno in Football League Cup, un bottino di reti altissimo per un centrocampista. Da notare, tuttavia, che l'allenatore Chris Hughton inizia in questo periodo ad utilizzare Nolan come seconda punta in determinate occasioni.
Nella stagione di Premier League 2010-2011 Nolan, dopo il ritiro di Nicky Butt, viene eletto capitano del Newcastle e mette a segno la sua prima rete stagionale ai danni dell'Aston Villa nella seconda giornata di campionato.
La gara, che si è giocata al St James' Park, terminerà 6 a 0 per il Newcastle con due reti firmate da Nolan.

#### West Ham
Il 16 giugno 2011 viene acquistato per tre milioni di sterline dal West Ham con i quali firma un quinquennale.
Il 27 agosto 2015, a un anno dalla scadenza naturale del proprio contratto, decide con comune accordo del West Ham di rescindere il contratto.

#### Leyton Orient F.C.
Il 21 gennaio 2016 il Leyton Orient comunica che Nolan è il nuovo giocatore-allenatore della squadra, sostituendo l'esonerato Ian Hendon. Il 12 aprile seguente viene sollevato dall'incarico di tecnico, venendo sostituito dal vice Andy Hessenthaler.

## Statistiche

### Presenze e reti nei club
Statistiche aggiornate al 1º marzo 2016.
| Stagione         | Squadra          | Campionato       | Campionato | Campionato | Coppe nazionali | Coppe nazionali | Coppe nazionali | Coppe continentali | Coppe continentali | Coppe continentali | Altre coppe | Altre coppe | Altre coppe | Totale | Totale |
| Stagione         | Squadra          | Comp             | Pres       | Reti       | Comp            | Pres            | Reti            | Comp               | Pres               | Reti               | Comp        | Pres        | Reti        | Pres   | Reti   |
| ---------------- | ---------------- | ---------------- | ---------- | ---------- | --------------- | --------------- | --------------- | ------------------ | ------------------ | ------------------ | ----------- | ----------- | ----------- | ------ | ------ |
| 1999-2000        | Bolton           | FD               | 4          | 0          | FACup+CdL       | 0               | 0               | -                  | -                  | -                  | -           | -           | -           | 4      | 0      |
| 2000-2001        | Bolton           | FD               | 31+2       | 1          | FACup+CdL       | 4+0             | 2               | -                  | -                  | -                  | -           | -           | -           | 37     | 3      |
| 2001-2002        | Bolton           | PL               | 35         | 8          | FACup+CdL       | 2+2             | 0               | -                  | -                  | -                  | -           | -           | -           | 39     | 8      |
| 2002-2003        | Bolton           | PL               | 33         | 1          | FACup+CdL       | 2+1             | 0               | -                  | -                  | -                  | -           | -           | -           | 36     | 1      |
| 2003-2004        | Bolton           | PL               | 37         | 9          | FACup+CdL       | 2+5             | 1+2             | -                  | -                  | -                  | -           | -           | -           | 44     | 12     |
| 2004-2005        | Bolton           | PL               | 36         | 4          | FACup+CdL       | 4+2             | 0               | -                  | -                  | -                  | -           | -           | -           | 42     | 4      |
| 2005-2006        | Bolton           | PL               | 36         | 9          | FACup+CdL       | 3+2             | 0               | CU                 | 7                  | 2                  | -           | -           | -           | 48     | 11     |
| 2006-2007        | Bolton           | PL               | 31         | 3          | FACup+CdL       | 2+1             | 1+1             | -                  | -                  | -                  | -           | -           | -           | 34     | 5      |
| 2007-2008        | Bolton           | PL               | 33         | 5          | FACup+CdL       | 0+1             | 0               | CU                 | 5                  | 0                  | -           | -           | -           | 39     | 5      |
| 2008-gen. 2009   | Bolton           | PL               | 20         | 0          | FACup+CdL       | 1+1             | 0+1             | -                  | -                  | -                  | -           | -           | -           | 22     | 1      |
| Totale Bolton    | Totale Bolton    | Totale Bolton    | 296+2      | 40         |                 | 35              | 8               |                    | 12                 | 2                  |             | -           | -           | 345    | 50     |
| gen.-giu. 2009   | Newcastle Utd    | PL               | 11         | 0          | FACup+CdL       | -               | -               | -                  | -                  | -                  | -           | -           | -           | 11     | 0      |
| 2009-2010        | Newcastle Utd    | FLC              | 44         | 17         | FACup+CdL       | 2+2             | 0+1             | -                  | -                  | -                  | -           | -           | -           | 48     | 18     |
| 2010-2011        | Newcastle Utd    | PL               | 30         | 12         | FACup+CdL       | 1+1             | 0               | -                  | -                  | -                  | -           | -           | -           | 32     | 12     |
| Totale Newcastle | Totale Newcastle | Totale Newcastle | 85         | 29         |                 | 6               | 1               |                    | -                  | -                  |             | -           | -           | 91     | 30     |
| 2011-2012        | West Ham Utd     | FLC              | 42+3       | 12+1       | FACup+CdL       | 0+1             | 0               | -                  | -                  | -                  | -           | -           | -           | 46     | 13     |
| 2012-2013        | West Ham Utd     | PL               | 35         | 10         | FACup+CdL       | 2+1             | 0               | -                  | -                  | -                  | -           | -           | -           | 38     | 10     |
| 2013-2014        | West Ham Utd     | PL               | 33         | 7          | FACup+CdL       | 0+2             | 0               | -                  | -                  | -                  | -           | -           | -           | 35     | 7      |
| 2014-2015        | West Ham Utd     | PL               | 29         | 1          | FACup+CdL       | 4+0             | 0               | -                  | -                  | -                  | -           | -           | -           | 33     | 1      |
| ago. 2015        | West Ham Utd     | PL               | 2          | 0          | FACup+CdL       | 0               | 0               | UEL                | 3                  | 0                  | -           | -           | -           | 5      | 0      |
| Totale West Ham  | Totale West Ham  | Totale West Ham  | 141+3      | 30+1       |                 | 10              | 0               |                    | 3                  | 0                  |             | -           | -           | 157    | 31     |
| gen.-giu. 2016   | Leyton Orient    | FL2              | 7          | 0          | FACup+CdL       | -               | -               | -                  | -                  | -                  | FLT         | -           | -           | 7      | 0      |
| Totale carriera  | Totale carriera  | Totale carriera  | 529+5      | 99+1       |                 | 51              | 9               |                    | 15                 | 2                  |             | -           | -           | 600    | 111    |

## Palmarès

### Club
- Football League Championship: 1

Newcastle: 2009-2010

### Individuale
- EFL Awards: 1

2010